# 오토쿠니군

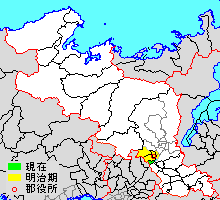
오토쿠니 군의 위치

오토쿠니군(일본어: 乙訓郡, おとくにぐん)은 일본 교토부에 있는 군이다.
인구 16,224명, 면적 5.97km², 인구밀도 2,718명/km².(2025년 3월 1일, 추계인구)
이하 1정으로 구성된다.
- 오야마자키정(大山崎町)

## 군역
1879년 행정 구역으로 발족 당시의 군역은 위의 1정 외에 아래 구역에 해당한다.
- 교토시
  - 후시미구의 일부
  - 미나미구의 일부
  - 니시쿄구의 일부
- 무코시, 나가오카쿄시 전역

## 역사
오토쿠니는 옛날에 이 지방이 "도구니(弟国)"라고 불리고 있던 것이 어원으로 여겨진다. 덧붙여 "에쿠니(兄国)"는 가즈노군(현재의 교토시 서부)으로 여겨진다.
나가오카쿄나 야마시로국의 국부 등이 놓여 있었고 또 전국시대 말기에는 쇼류지성이, 에도 시대에는 요도성이 군내에 건설되는 등 야마시로국 중부를 다스리는 요지로 여겨졌다. 그 때문인지 덴노산 전투라는 역사에 유명한 전투가 오토쿠니군에서 벌어졌다.